# Luisa Marta Córica
Luisa Marta Córica Cosentino (La Plata, 26 de agosto de 1944 - Berisso, 6 de abril de 1975) fue una poeta, actriz, militante política y sindicalista argentina, que fue secuestrada y asesinada por un grupo parapolicial en 1975.

## Biografía
Luisa Córica hizo el secundario en el colegio Normal Nacional N.º2 Dardo Rocha; luego en 1974 empezó los estudios de Profesorado de Filosofía en la Facultad de Humanidades y Ciencias de la Educación de la Universidad Nacional de La Plata (UNLP). Allí comenzó a involucrarse en la militancia estudiantil; mientras también trabajaba en el Hipódromo de La Plata, donde fue elegida delegada sindical por sus compañeros, y en la Cámara de Diputados de la provincia de Buenos Aires. Luego, y a medida que su compromiso político aumentaba se integró a la Juventud Trabajadora Peronista (JTP), donde participó en barrios populares, como la villa de Ringuelet.
A partir de inicios de la década de 1970 comenzó a desarrollar una carrera artística como actriz y poeta. En 1974, tuvo un papel secundario en la película Boquitas pintadas, dirigida por Leopoldo Torre Nilsson, basada en la novela homónima de Manuel Puig. Su participación en el filme le otorgó cierta notoriedad. Al mismo tiempo, se dedicaba a la poesía, donde escribía textos con una fuerte sensibilidad y compromiso social.

## Asesinato
El 6 de abril de 1975 fue secuestrada en la estación de trenes de La Plata por un grupo de civiles armados. Según algunas fuentes pertenecientes a las organizaciones parapoliciales de ultraderecha Triple AAA, y según otras a Concentración Nacional Universitaria (CNU), ambas vinculadas al gobierno de Isabel Perón. Si bien intentó resistirse al secuestro, fue golpeada y llevada por la fuerza.
Al día siguiente, su cuerpo fue hallado en la costa en la playa conocida como El Túnel en Los Talas, en el partido de Berisso, con signos de tortura y múltiples heridas de bala.
Al momento de ser asesinada tenía 30 años y tres hijos: Ariel, Cristian y Andrea.

## Homenajes y reconocimientos
En 2015, al cumplirse 40 años de su asesinato, sus poemas fueron recopilados y publicados por su hija Andrea Suárez Córica en el libro "La niña que sueña con nieves".
El 30 de agosto de 2021, la Cámara de Diputados de la Provincia de Buenos Aires rindió homenaje a Córica y a otros trabajadores y militantes víctimas del terrorismo de Estado en el marco del Día Internacional de las Víctimas de Desapariciones Forzadas.
En abril de 2025 se presentó un documental histórico llamado Un solo latido, dirigido por Pedro Benito y Andrea Suárez Córica (hija de Luisa), en el que se presenta la muerte de Luisa Coricó y el de otros diez trabajadores del Hipódromo de La Plata.